# Estación de Mollet-Santa Rosa
Mollet-Santa Rosa es una estación ferroviaria situada en el municipio español de Mollet del Vallés, en la provincia de Barcelona, comunidad autónoma de Cataluña. Forma parte de la línea R3 de la red de cercanías  de Barcelona de Rodalies de Catalunya.

## Situación ferroviaria
Se encuentra en el pk. 17,3 de la línea férrea de ancho ibérico que une Barcelona con Ripoll a 76 metros de altitud. El tramo es de vía única y está electrificado.

## Servicios ferroviarios

### Cercanías
Forma parte de la línea R3 de cercanías de Barcelona de Rodalies de Catalunya operada por Renfe.
| << cabecera                                                                    | < estación                                         | línea | estación > | cabecera >>                                                                             |
| ------------------------------------------------------------------------------ | -------------------------------------------------- | ----- | ---------- | --------------------------------------------------------------------------------------- |
| Rodalies de Catalunya de Renfe                                                 |                                                    |       |            |                                                                                         |
| Hospitalet                                                                     | Santa Perpetua de Mogoda La Florida Torre del Baró |       | Parets     | Granollers-Canovellas La Garriga Vich Ripoll Ribas de Freser Puigcerdá1 Latour de Carol |
| 1. Hay un servicio origen/destino Puigcerdá que no tiene parada en la estación |                                                    |       |            |                                                                                         |